# Lac Akkeshi
Le lac Akkeshi (厚岸湖, Akkeshi-ko) est un lac d'eau saumâtre près d'Akkeshi à Hokkaidō au Japon. Les zones humides du lac Akkeshi et du marais Bekanbeushi Marsh (別寒辺牛湿原) ont été inscrits dans la convention de Ramsar.

## Zones humides
Le lac Akkeshi qui fait 11m en son point le plus profond est alimenté par la rivière Bekanbeushi (別寒辺牛川) et rejoint la baie Akkeshi. Il est entouré de marais salants, de marécages et de tourbières,.

## Oiseaux
Comme le lac ne gèle pas, les cygnes chanteurs et les canards y hibernent. Le pygargue à queue blanche et le pygargue empereur y passent aussi occasionnellement. Il y a un sanctuaire de grues du Japon de 381ha.

## Développement durable
La pêche et l'aquaculture d'huîtres  et de palourdes sont pratiquées dans le lac.